# Tumelo Nhlapo
Tumelo Christopher Nhlapo (ur. 20 stycznia 1988 w Parysie) – południowoafrykański piłkarz grający na pozycji środkowego obrońcy lub defensywnego pomocnika.

## Kariera klubowa
W latach juniorskich Nhlapo występował w takich zespołach jak Small Danerous FC, Small Rangers FC i Harmony Academy. W 2006 roku został zawodnikiem klubu Real Hearts i przez rok grał w trzeciej lidze RPA. Latem 2007 odszedł do Bloemfontein Celtic i zadebiutował w jego barwach w Premier Soccer League. Jest podstawowym zawodnikiem zespołu, ale przez dwa lata gry nie osiągnął z Celtikiem większych sukcesów.
| Sezon   | Klub                | Kraj              | Rozgrywki             | Mecze | Bramki |
| ------- | ------------------- | ----------------- | --------------------- | ----- | ------ |
| 2006/07 | Real Hearts         | Południowa Afryka | III liga              | ?     | ?      |
| 2007/08 | Bloemfontein Celtic | Południowa Afryka | Premier Soccer League | 26    | 0      |
| 2008/09 | Bloemfontein Celtic | Południowa Afryka | Premier Soccer League | 14    | 0      |

## Kariera reprezentacyjna
Nie mając na koncie debiutu w reprezentacji RPA Nhlapo został w 2008 roku powołany przez selekcjonera Carlosa Alberto Parreirę do kadry na Puchar Narodów Afryki 2008. Tam był rezerwowym i nie rozegrał żadnego spotkania.